# The Beatnuts
The Beatnuts sono un gruppo  hip hop statunitense di New York e un duo di produzione originario del Queens. I suoi membri attuali sono JuJu e Psycho Les. JuJu (nato Jerry Tineo il 14 dicembre 1968) è un Dominicano-Americano di Corona e Psycho Les (nato Lester Fernandez il 10 aprile 1970) è un Colombiano-Americano di Jackson Heights. I Beatnuts sono gli unici membri latini del gruppo collettivo Native Tongues, sebbene siano solo membri periferici, sono regolarmente riconosciuti da Q-Tip. Il duo erano originariamente un trio prima che Fashion (nato Berntony Smalls il 13 gennaio 1970), ora noto come Al' Tariq, lasciasse il gruppo per iniziare una carriera da solista. Anche V.I.C. (Groove Merchantz, Ghetto Pro) è stato per un certo periodo membro del team di produzione dei The Beatnuts.

## Storia

### Origini
JuJu e Psycho Les sono cresciuti in diverse comunità nel Queens. Psycho Les ha iniziato a produrre beat e a fare il DJ all'età di 15 anni sotto pseudonimi come DJ Les Jams e DJ Incredible. In un liceo di Flushing, Queens, un amico DJ Loco Moe ha presentato Les al collega produttore JuJu. Mentre cercavano vinili, entrambi i Beatnuts si sono imbattuti in Afrika Baby Bam dei Jungle Brothers. Afrika li ha presentati ai membri dei Native Tongues, tra cui De La Soul, A Tribe Called Quest e i Jungle Brothers. A quel tempo, JuJu e Psycho Les erano DJ sotto lo pseudonimo di Beat Kings. I Jungle Brothers sostenevano che non fossero dei re (Kings), ma piuttosto dei pazzi a causa della loro natura comica e per il fatto che erano abituati a portare centinaia di dischi ad ogni loro esibizione. Hanno così cambiato il loro nome in Beatnuts (Pazzi per il beat).

### Prime produzioni
I Beatnuts debuttarono nell'industria discografica nel 1990 producendo due brani per il gruppo hip hop alternativo britannico Stereo MCs e una canzone per la rapper britannica Monie Love. Nei due anni successivi produssero canzoni per diversi rapper, tra cui Common, Pete Nice & DJ Richie Rich e Kurious, oltre ad un album completo per Chi-Ali.
Nel 1992 JuLu non era apparso in nessuno disco ma gli altri membri Faschion e Psycho Les erano presenti in diversi brani da lui prodotti.
Nel 1993, i Beatnuts produssero svariate canzoni per gli artisti con cui avevano collaborato in precedenza, oltre a Fat Joe, Suprême NTM e Da Youngsta's. Allo stesso tempo si fecero un nome come specialisti del remix, remixando canzoni per MC Lyte, Da Lench Mob, Naughty by Nature, Jomanda e molti altri.

### Album del debutto
I primi lavori di produzione dei Beatnuts fecero guadagnare loro un contratto discografico con la Combat Records nel 1992. Avevano in programma di pubblicare un "mini-LP" attraverso quell'etichetta, ma l'uscita venne posticipata quando Kool Fashion fu condannato a sei mesi di prigione per possesso di stupefacenti. Dopo che Fashion scontò la sua condanna abbandonarono la Combat Records e firmarono accordi con le case discografiche Violator Management e Relativity Records. Il 6 aprile 1993, pubblicarono il loro album di debutto, Intoxicated Demons: The EP. L'album conteneva 11 canzoni, tra cui i due singoli "Reign of the Tec" e "No Equal". L'album si caratterizzava per i suoi testi materialisti e per i suoi beat jazz. Ricevette recensioni favorevoli dalla critica.
Intoxicated Demons venne seguito nel 1994 con l'omonimo album in studio Street Level che seguì il suo precedente EP in grande stile, superando leggermente il suo successo commerciale entrando nelle classifiche della Billboard 200. Comprendeva due singoli, "Props Over Here" e "Hit Me with That", nessuno dei quali si rivelò un successo commerciale. Street Level è stato l'ultimo album dei Beatnuts pubblicato prima che Fashion lasciasse il gruppo per diventare un devoto artista musulmano e solista sotto lo pseudonimo di Al' Tariq. Abbandonò i Beatnuts in buoni rapporti e successivamente collaborò con loro per futuri album.

### Successi commerciali
I Beatnuts non diedero un seguito al loro album del 1994 fino a quando non pubblicarono Stone Crazy nel 1997.
Anche se conteneva "Off the Books", un singolo che entrò Billboard Hot 100 con un'ottima performance di Big Pun, l'album non venne accolto positivamente dalla critica, Leo Stanley di Allmusic attribuì la sua mediocre recezione alla mancanza di energia, non tanto ai suoi "ritmi jazzistici e rime hardcore".
Chris Ryan di Rolling Stone ammise che l'album era ancora "una sorta di svolta" per il duo. Due settimane dopo l'uscita di Stone Crazy, i Beatnuts pubblicarono Hydra Beats, Vol. 5, un album strumentale su piccola scala. Il Vol. 5 faceva parte di una serie di album strumentali in vinile pubblicati dall'etichetta underground Hydra Entertainment.
Il 1998 vide l’uscita di The Spot, un remix EP che ha rinnovò le canzoni dei primi tre album non strumentali. Inoltre, vennero pubblicati sequel di vecchi brani e una nuova canzone, "Treat$”. Il singolo fu pubblicato in previsione dell’album A Musical Massacre del 1999, che si rivelò quello di maggior successo commerciale e con migliori recensioni da parte della critica. A Musical Massacre ha raggiunto la 35ª posizione della Billboard 200 grazie al suo singolo di successo "Watch Out Now". L'album venne acclamato i suoi beat nonché per i suoi testi "ruvidi e volgari" con una variazione di contenuto leggermente maggiore rispetto alle canzoni precedenti.
Dopo che la Sony pubblicò la prima compilation di successo dei The Beatnuts, la World Famous Classics del 1999, il duo non registrò un altro album fino a Take It o Squeeze It del 2001, esso conteneva due singoli che registrarono un mediocre successo, "No Escapin' This" e "Let's Git Doe", ma non eguagliò il successo di A Musical Massacre.

### Ritorno all’underground
Nel novembre 2001 venne annunciato che la Loud Records-la cui etichetta madre, la Relativity Records, aveva pubblicato tutti gli album dei Beatnuts dal loro debutto del 1993- aveva tagliato i legami con i Beatnuts.
La decisione venne seguita dall'uscita di due grandi successi: Beatnuts Forever del 2001 e Classic Nuts, Vol. 1 del 2002. Mentre il gruppo era senza etichetta discografica, emerse la voce che JuJu e Psycho Les avrebbero voluto collaborare con Al' Tariq sotto lo pseudonimo di gruppo "Intoxicated Demons”. Il duo non si riunì con l’ex membro, ma firmò un contratto con l'etichetta underground LandSpeed Records. Nel 2002 pubblicarono l’album The Originators che si rivelò un fallimento commerciale, non riuscì a raggiungere la Billboard 200 però venne ricevuto positivamente dalla critica per i suoi agganci (hooks) accattivanti e i suoi ritmi creativi.

Steve Juon di RapReviews.com sottolineò la correlazione tra la recezione positiva dalla critica e quello commerciale dei The Beatnuts:
Se sono meno conosciuti e non vendono bene essendo sotto un’etichetta indie come la Landspeed Records ne varrà ancora la pena se l’incremento di qualità dei loro beat e delle loro rime continua a rimanere alto.
Invece di rimanere con la LandSpeed Records, i Beatnuts firmarono con la Penalty Recordings prima di pubblicare il loro album Milk Me del 2004. Anche se Penalty era un’etichetta underground l’album riuscì in ogni caso ad entrare nella Billboard 200.
L’album è stato ricevuto positivamente quasi da tutti anche se nonostante tre singoli e un’apparizione ospite di Akon non è riuscito a raggiungere il successo commerciale degli album precedenti.

### Polemica "Watch Out Now"
L’album Milk Me conteneva la canzone "Confused Rappers", un brano che dissava Jennifer Lopez per aver presumibilmente rubato il beat di "Watch Out Now” e averlo usato nella sua hit del 2002 "Jenny from the Block". La canzone critica la capacità canora e l'aspetto di Lopez ma anche i produttori del brano, Trackmasters e Cory Rooney. Sebbene i Beatnuts alla fine abbiano ricevuto i diritti d'autore, Psycho Les è ancora critico nei confronti dei produttori del brano.

### Tempi recenti
Nel marzo del 2007, Psycho Les pubblicò il suo album di debutto da solista Psycho Therapy (The Soundtrack) per la Pit Fight Records. Psycho Les si unì inoltre ad Al Tariq e Problemz per formare il gruppo Big City. A giugno, pubblicarono The City Never Sleeps su Nature Sounds.
Più tardi nello stesso anno, il duo inserì un brano nel mixtape Official Joints, una raccolta di canzoni inedite dei rapper di New York.
A dicembre, JuJu venne arrestato a Stoccolma, in Svezia, per una presunta aggressione dopo un concerto e venne trattenuto per 36 ore.
Il 30 settembre 2008, la Pit Fight Records pubblicò U.F.O. Files, una compilation di canzoni delle Beatnuts inedite.
Il 24 luglio 2009, i Beatnuts si sono esibiti con Slick Rick e Rahzel al Roseland Theater a Portland, Oregon. Presentato dalla Global Market Productions, lo spettacolo comprendeva tutti gli elementi dell'hip hop: beat boxe, break dance, dj'ing, battaglie tra MC e graffiti.
Nell'ottobre 2009, Deez Nuts, una produzione teatrale semi-autobiografica ideata da Sacha Jenkins e con il duo protagonista, si è svolta per 3 notti al Ohio Theatre come parte del New York Hip-Hop Theater Festival.
I Beatnuts hanno recentemente collaborato con il gruppo Hip hop della West Coast Tha Alkaholiks per formare una super troupe nota come Liknuts e sono attualmente in tournée.
Sia JuJu che Psycho Les hanno contribuito per i beat di The Piece Maker 3: Return of the 50 MC's di Tony Touch.

## Stile
I Beatnuts sono noti per i beat con molti sample e per i testi espliciti. Nei primi dischi il loro suono era influenzato dal jazz e dal funk, ma in seguito vennero influenzati dalla musica latina. I critici hanno commentato che il gruppo ha sempre buoni beat ma mancano in termini di testi.

## Discografia

### Album in studio
- 1994 – The Beatnuts: Street Level
- 1997 – Stone Crazy
- 1999 – A Musical Massacre
- 2001 – Take It or Squeeze It
- 2002 – The Originators
- 2004 – Milk Me

### Extended play
- 1993 – Intoxicated Demons: The EP
- 1998 – Remix EP: The Spot